# 尼卡·魯魯阿

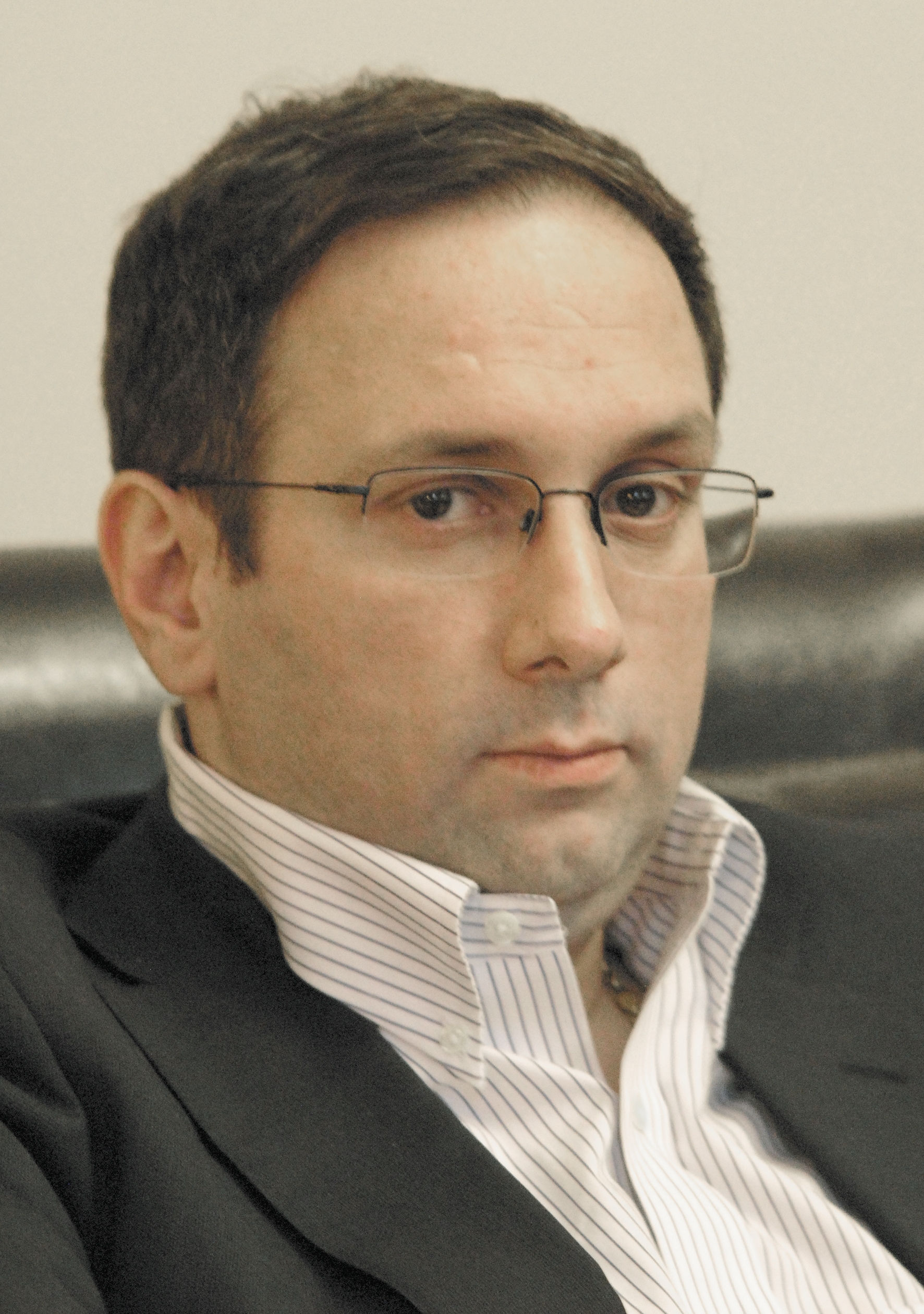
Rurua

尼科洛茲·“尼卡”·魯魯阿（1968年3月17日—2018年12月4日），喬治亞政治家。他在2008年至2012年期間擔任喬治亞文化部長。他在2003年玫瑰革命之後加入統一民族運動。